# Superclásico de las Américas
Le Superclásico de las Américas ou Copa Doctor Nicolás Leoz est une compétition de football qui oppose l'équipe d'Argentine de football à l'équipe du Brésil de football, les deux meilleures équipes du continent sud-américain, en matchs aller-retour ou en match simple. L'ancêtre de cette compétition est la Copa Roca, disputée de manière discontinue de 1914 à 1971. 
La compétition est officialisée par la Confédération sud-américaine de football en juin 2011. Lors de l'édition 2011, les équipes sont locales, c'est-à-dire composées de joueurs uniquement évoluant dans les championnats brésiliens et argentins.
L'édition 2013 est annulée sur la demande du sélectionneur brésilien Luiz Felipe Scolari, invoquant le calendrier chargé de la sélection avec notamment la Coupe des confédérations 2013.

## Résultats
| Année | Buts                                       | Équipe à domicile | Score           | Équipe à l'extérieur | Buts                     | Stade                        | Ville                    | Date         |
| ----- | ------------------------------------------ | ----------------- | --------------- | -------------------- | ------------------------ | ---------------------------- | ------------------------ | ------------ |
| 2011  |                                            | Argentine         | 0 – 0           | Brésil               |                          | Estadio Mario Alberto Kempes | Córdoba, Argentine       | 14 septembre |
| 2011  | Lucas 54e · Neymar 75e                     | Brésil            | 2 – 0           | Argentine            |                          | Estádio Olímpico do Pará     | Belém, Brésil            | 28 septembre |
| 2011  | Le Brésil remporte le Superclásico 2011.   |                   |                 |                      |                          |                              |                          |              |
| 2012  | Paulinho 25e · Neymar 90+3e (pen.)         | Brésil            | 2 – 1           | Argentine            | Juan Manuel Martínez 19e | Stade Serra-Dourada          | Goiânia, Brésil          | 19 septembre |
| 2012  | Scocco 80e (pen.) · Scocco 89e             | Argentine         | 2 – 1 4 – 5 tab | Brésil               | Fred 84e                 | La Bombonera                 | Buenos Aires, Argentine  | 21 novembre  |
| 2012  | Le Brésil remporte le Superclásico 2012.   |                   |                 |                      |                          |                              |                          |              |
| 2013  | Annulé.                                    | Annulé.           | Annulé.         | Annulé.              | Annulé.                  | Annulé.                      | Annulé.                  | Annulé.      |
| 2014  | Diego Tardelli 28e · Diego Tardelli 64e    | Brésil            | 2 – 0           | Argentine            |                          | Beijing National Stadium     | Pékin, Chine             | 11 octobre   |
| 2014  | Le Brésil remporte le Superclásico 2014.   |                   |                 |                      |                          |                              |                          |              |
| 2015  | Annulé.                                    | Annulé.           | Annulé.         | Annulé.              | Annulé.                  | Annulé.                      | Annulé.                  | Annulé.      |
| 2016  | Non disputé.                               | Non disputé.      | Non disputé.    | Non disputé.         | Non disputé.             | Non disputé.                 | Non disputé.             | Non disputé. |
| 2017  | Gabriel Mercado 44e                        | Argentine         | 1 – 0           | Brésil               |                          | Melbourne Cricket Ground     | Melbourne, Australie     | 9 juin       |
| 2017  | L'Argentine remporte le Superclásico 2017. |                   |                 |                      |                          |                              |                          |              |
| 2018  |                                            | Argentine         | 0 – 1           | Brésil               | Miranda 90+3e            | Stade Roi-Abdallah           | Djeddah, Arabie saoudite | 16 octobre   |
| 2018  | Le Brésil remporte le Superclásico 2018.   |                   |                 |                      |                          |                              |                          |              |
| 2019  |                                            | Brésil            | 0 – 1           | Argentine            | Messi 13e                | Stade KSU                    | Riyad, Arabie saoudite   | 15 novembre  |
| 2019  | L'Argentine remporte le Superclásico 2019. |                   |                 |                      |                          |                              |                          |              |